# Dęba (gmina)
Dęba (od 9 XII 1973 Nowa Dęba) – dawna gmina wiejska istniejąca w latach 1949–1954 (de facto 1944–1954) oraz w innej postaci, lecz o tejże nazwie w 1973 roku, w woj. lwowskim i rzeszowskim (dzisiejsze woj. podkarpackie). Siedzibą władz gminy była wieś Dęba (obecnie część miasta Nowa Dęba).
Gmina Dęba powstała de facto w 1944 roku. W 1946 roku liczyła 3616 mieszkańców. Formalnie, gminę Dęba utworzono jednak dopiero 1 stycznia 1949 roku w województwo rzeszowskim, w powiecie tarnobrzeskim, z części obszaru gminy Chmielów: Alfredówka, Dęba, Poręby Dębskie, Rozalin, Tarnowska Wola. 1 lipca 1951 do gminy Dęba przyłączono część terenów z gminy Tarnobrzeg.
Gmina została zniesiona 29 września 1954 roku wraz z reformą wprowadzającą gromady w miejsce gmin. Z obszaru zniesionej gminy Dęba powstały trzy gromady:
- Gromada Dęba („wiejska”) (Dęba (z wyłączeniem obszaru Rady Osiedla) i Poręby Dębskie
- Gromada Dęba („osiedlowa”) (osiedle wraz z terenem zakładu przemysłowego z dotychczasowej gromady Dęba)
- Gromada Tarnowska Wola (Tarnowska Wola, Alfredówka i Rozalin)

Należy zwrócić uwagę, że w 1954 roku w powiecie tarnobrzeskim powstały dwie odrębne jednostki wiejskie o nazwie gromada Dęba; gromada Dęba i gromada Dęba, z siedzibą w starej wsi Dęba, którą w następstwie utworzenia dwóch gromad podzielono na dwie odrębne wsie: „wiejską” i „osiedlową” (składającą się z nowo wybudowanego osiedla Dęba). Wieś osiedlowa była już w założeniach reformy z 1954 predestynowana na awans do formalnego statusu osiedla, do czego doszło już w listopadzie tego samego roku. Osiedlu Dęba w 1961 zmieniono nazwę na Nowa Dęba i nadano status miasta.
W związku z reaktywowaniem gmin 1 stycznia 1973 roku, utworzono gminę Dęba z siedzibą we wsi Dęba i składającą się z 6 sołectw: Alfedówka, Dęba, Jadachy, Poręby Dębskie, Rozalin i Tarnowska Wola, a więc rekonstruując obszar gminy Dęba z 1954 roku (łącznie z Jadachami, które w 1954 należały do gminy Chmielów, natomiast bez obszaru, który wszedł w skład miasta Nowa Dęba).
9 grudnia 1973 nazwę gminy Dęba zmieniono na Nowa Dęba, równocześnie powołując wspólne rady narodowe dla gminy Nowa Dęba i miasta Nowa Dęba z siedzibą w Nowej Dębie. W związku z tym powstała współczesna gmina Nowa Dęba. 1 sierpnia 1977 do Nowej Dęby włączono wsie Dęba i połowę Poręb Dębskich. Drugą połowę Poręb Dębskich (299 ha) do Nowej Dęby włączono 1 stycznia 1992.